# Воронцов Юлій Михайлович
Юлій Михайлович Воронцов (рос. Юлий Михайлович Воронцов) (7 жовтня 1929, Ленінград — 12 грудня 2007, Москва) — радянський і російський дипломат, 1-й заступник міністра закордонних справ СРСР. Член ЦК КПРС у 1981—1990 роках.

## Біографія
Народився 7 жовтня 1929 року в Ленінграді. У 1952 році закінчив Московський державний інститут міжнародних відносин.
З 1952 року працював в Міністерстві закордонних справ СРСР, з 1954 в радянській дипломатичній місії в США, а потім був аташе в Постійному представництві СРСР в ООН, радник посольства СРСР в США.
У 1963—1965 рр. — радник в представництва СРСР в ООН, брав участь в переговорах з роззброєння в Женеві.
У 1966—1970 роках — радник, у 1970—1977 роках — радник-посланник посольства СРСР у Вашингтоні, округ Колумбія (США).
У 1977—1978 рр. — очолював радянську делегацію на міжнародній зустрічі з безпеки та співробітництва в Європі (Белград).
З 14 грудня 1977 по 20 січня 1983 рр. — Надзвичайний і Повноважний Посол СРСР в Індії.
З 20 січня 1983 по 19 червня 1986 рр. — Надзвичайний і Повноважний Посол СРСР у Франції.
У 1986—1990 роках — 1-й заступник міністра закордонних справ СРСР. Він брав участь в підготовці історичної зустрічі між керівниками СРСР і США Михайла Горбачова і Рональда Рейгана, де був підписаний договір про ліквідацію ракет середньої дальності в Європі (8 грудня 1987)
З 14 жовтня 1988 по 15 вересня 1989 рр. — Надзвичайний і Повноважний Посол СРСР в Афганістані.
З 1990 року по 23 липня 1994 рр. — постійний представник СРСР / Росії в Організації Об'єднаних Націй.
У 1994—1998 рр. — Надзвичайний і Повноважний Посол Росії в США.
У 1998—2000 рр. — радник президента Росії з питань зовнішньої політики.
12 грудня 2007 року помер у Москві. Був похований на Новодівичому кладовищі.